# Skakavac (Karlovac)
Skakavac is een plaats in de gemeente Karlovac in de Kroatische provincie Karlovac. De plaats telt 326 inwoners (2001).